# Neocouma
Neocouma là chi thực vật có hoa trong họ Apocynaceae.